# Monștri contra extratereștri
Monștri contra extratereștri (în engleză Monsters vs. Aliens) este un film animat produs de produs de DreamWorks Animation, lansat în 2009. Reese Witherspoon, Seth Rogen, Hugh Laurie, Will Arnett, Rainn Wilson, Kiefer Sutherland, și Stephen Colbert sunt câțiva dintre interpreți. Film este regizat de Conrad Vernon și Rob Letterman, și produs de Lisa Stewart, Jill Hopper, și Latifa Ouaou. Premiera românească a filmului a avut loc în 10 aprilie 2009 în 3D varianta dublată și în 2D, varianta subtitrată.

## Interpreții
- Reese Witherspoon ... Susan Murphy
- Seth Rogen ... B.O.B.
- Hugh Laurie ... Dr. Cockroach, Ph.D
- Will Arnett ... The Missing Link
- Conrad Vernon ... Insectosaurus
- Rainn Wilson ... Gallaxhar
- Amy Poehler ... Gallaxhar's Computer
- Kiefer Sutherland ... General Warren. R. Monger
- Stephen Colbert ... President Hathaway
- Paul Rudd ... Derek Dietl
- Jeffrey Tambor ... Carl Murphy
- Julie White ... Wendy Murphy
- Renée Zellweger ... Katie
- John Krasinski ... Cuthbert
- Ed Helms ... News Reporter
- David Koch ... Australian newsreader